# SJ YCo5p
Die schwedischen Dieseltriebwagen der Baureihe YCo5p waren Schmalspurtriebwagen für den Fahrgastverkehr auf dem Schmalspur-Liniennetz der Statens Järnvägar (SJ).

## Geschichte
Während der 1940er Jahre suchten die SJ nach Möglichkeiten, auf Normal- und Schmalspurbahnen die von Dampflokomotiven gezogenen Züge auf den nicht elektrifizierten Strecken zu ersetzen. Bis 1950 war die Firma Hilding Carlssons Mekaniska Verkstad der führende Anbieter einer breiten Palette von Triebwagen. Bei den ab der 1950er Jahre beschafften Normalspurtriebwagen der Serie Y6 wechselten die SJ jedoch zu anderen Anbietern, die Bestellungen für die Schmalspurfahrzeuge ging wieder an Hilding Carlsson.
Die ersten Schienenbusse der Bauserie mit einer Spurweite von 891 mm wurden 1952 geliefert. Da zu diesem Zeitpunkt in Schweden noch die 3. Klasse existierte, wurden zuerst folgende Baureihenbezeichnungen verwendet:
| Baureihe | Beschreibung                           | Nummern                                    | Stückzahl |
| -------- | -------------------------------------- | ------------------------------------------ | --------- |
| YCo5p    | Triebwagen 3. Klasse mit Fahrgastraum  | 788–811, 873–901, 906–924                  | 72        |
| YFo5p    | Triebwagen nur mit Laderaum            | 902–905                                    | 4         |
| UFo1p    | Beiwagen für Stückgut und Gepäck       | 1812–1813, 1912–1914, 2131–2132            | 7         |
| UCo3yp   | Beiwagen 3. Klasse                     | 2133–2139                                  | 7         |
| UCFo3yp  | Steuerwagen 3. Klasse mit Gepäckabteil | 1791–1811, 1903–1911, 2107–2115, 2120–2124 | 44        |
| UCFo4yp  | Steuerwagen 3. Klasse mit Gepäckabteil | 2125–2130                                  | 6         |
| UDFo13p  | Beiwagen für Stückgut und Post         | 1814–1818, 2116–2119                       | 9         |

Es konnten Triebwagenzüge mit maximal sechs Einheiten gebildet werden. 1956, nach Abschaffung der 3. Klasse, änderte sich der Kennbuchstabe für die Wagenklasse von C in B. Dazu wurden auch die Bezeichnungen der Steuerwagen geändert:
- UBo3yp galt für den Steuerwagen nur mit Fahrgastraum (Nr. 2133–2139) und
- UBFo4yp wurde der Steuerwagen mit Fahrgast- und Laderaum (Nr. 2125–2130).

Nach der Änderung des schwedischen Nummernschemas 1970 erhielten die Triebwagen die Bezeichnung YP und dazugehörigen Steuerwagen UBYP und UBFYP.
Dazu wurden vier Gütertriebwagen mit der Bezeichnung YFo5p gebaut, die für den schnellen Transport von Stückgut in Västergötland und Östergötland eingesetzt wurden. Einer davon ist bei der Museumseisenbahn Upsala–Lenna Jernväg erhalten.
Für die Schmalspurtriebwagen entwarf Hilding Carlsson ein eigenes Design, wobei sie optisch der Normalspurserie Y6 sehr ähnlich sahen. Im Gegensatz zu den Y6-Fahrzeugen waren die Kühler an der Frontseite angebracht und statt einem Drehgestell mit Motor und einem Laufdrehgestell bekamen die YP zwei Drehgestelle mit je einer angetriebenen Achse und einer Laufachse.
Zu Beginn hatten die Triebzüge ein Farbschema in gelb-weiß mit grünem Dekor. Als die Y6-Schienenbusse ausgeliefert wurden, wurde das neue Farbschema in gelb und orange verwendet. Zudem bekamen die YP-Schienenbusse Zielanzeigen an beiden Seiten.
Bis 1958 wurden insgesamt 72 Personentriebwagen, vier Stückguttriebwagen sowie 75 Steuer- und Beiwagen verschiedener Typen geliefert.

## SJ YCo5t
In den 1960er Jahren wurden sechs Schienenbusse der Baureihe YBo5t (darunter YBo5p 896, 901, 908, 909 und 919) und fünf Steuer- und Beiwagen der Baureihen UBFo3yt (2121, 2122) und UDFo13t (2116, 2118, 2119) für 1067 mm Spurweite für den Einsatz in Blekinge und Småland gebaut. Diese wurden bereits 1970, als der letzte Personenzug dieser Spurweite fuhr, wieder ausgemustert.

## Ende des regulären Einsatzes
Ebenfalls 1970 wurde der Personenverkehr auf der Västgötabanan (Göteborg–Skara) eingestellt. Die Triebwagen blieben nur noch auf der Roslagsbanan und zwischen Växjö und Västervik im Einsatz.
Der Einsatz der YP auf der Roslagsbana endete in den frühen 1980er Jahren, 1984 wurde der Reisezugverkehr auf der Strecke Västervik–Växjö eingestellt. Die noch vorhandenen Fahrzeuge wurden danach bei verschiedenen Museumseisenbahnen eingesetzt. Die meisten wurden von der Västervik-Hultsfred-Växjö Järnväg (VHVJ) übernommen, die auf der Västerviksbana den Museumsbetrieb übernahm. Nach einigen Jahren wurde die VHVJ zahlungsunfähig, die Fahrzeuge wurden auf andere Bahnen verteilt. Heute sind die YP-Wagen in Fahrzeugmuseen und auf den Museumsbahnen Uppsala–Länna, Hultsfred–Västervik und Virserum-Åseda zu sehen. Insgesamt sind etwa fünfzehn Fahrzeuge erhalten.